# 繊維

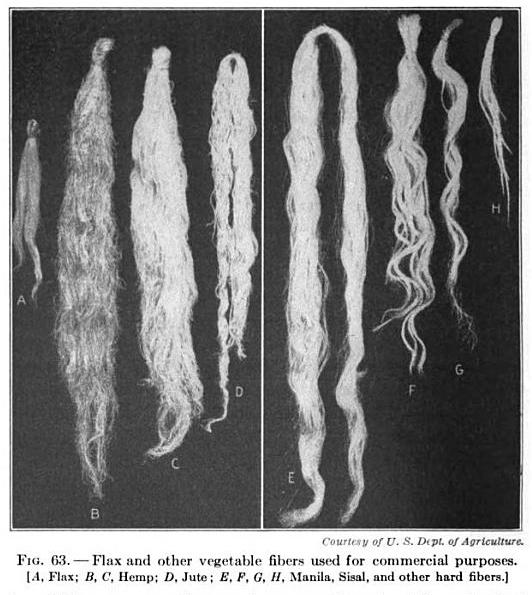
ヘンプ（麻）の繊維

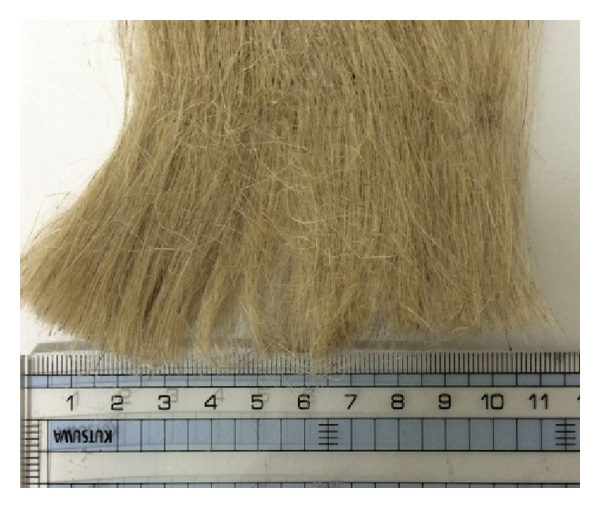
リネン（亜麻）の繊維

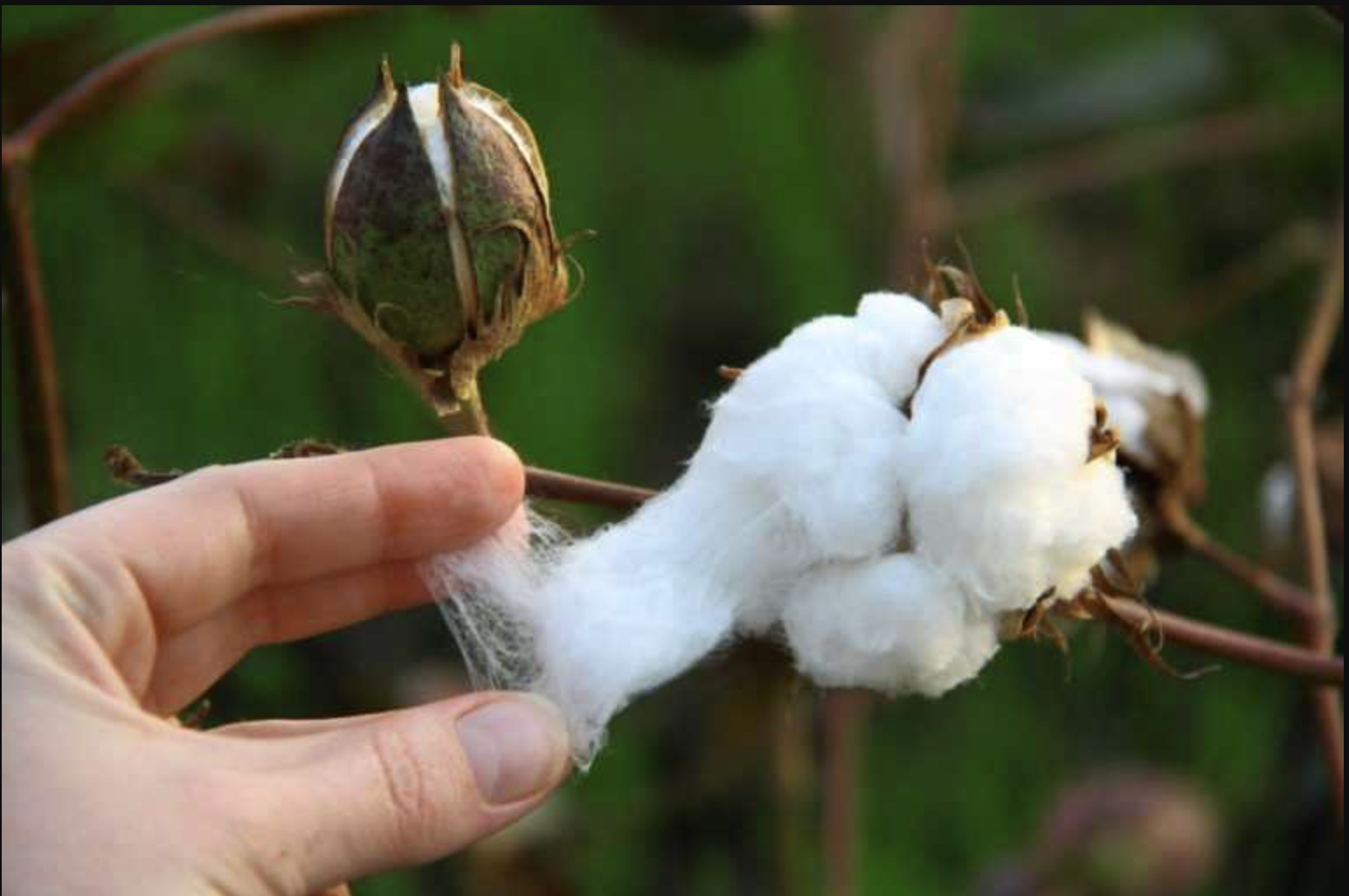
コットン（木綿）の繊維

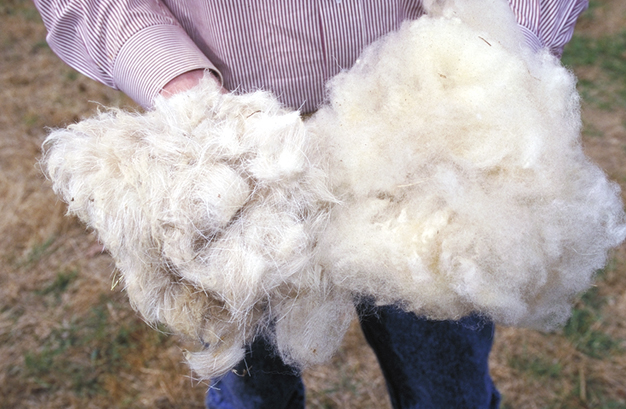
ウールの繊維

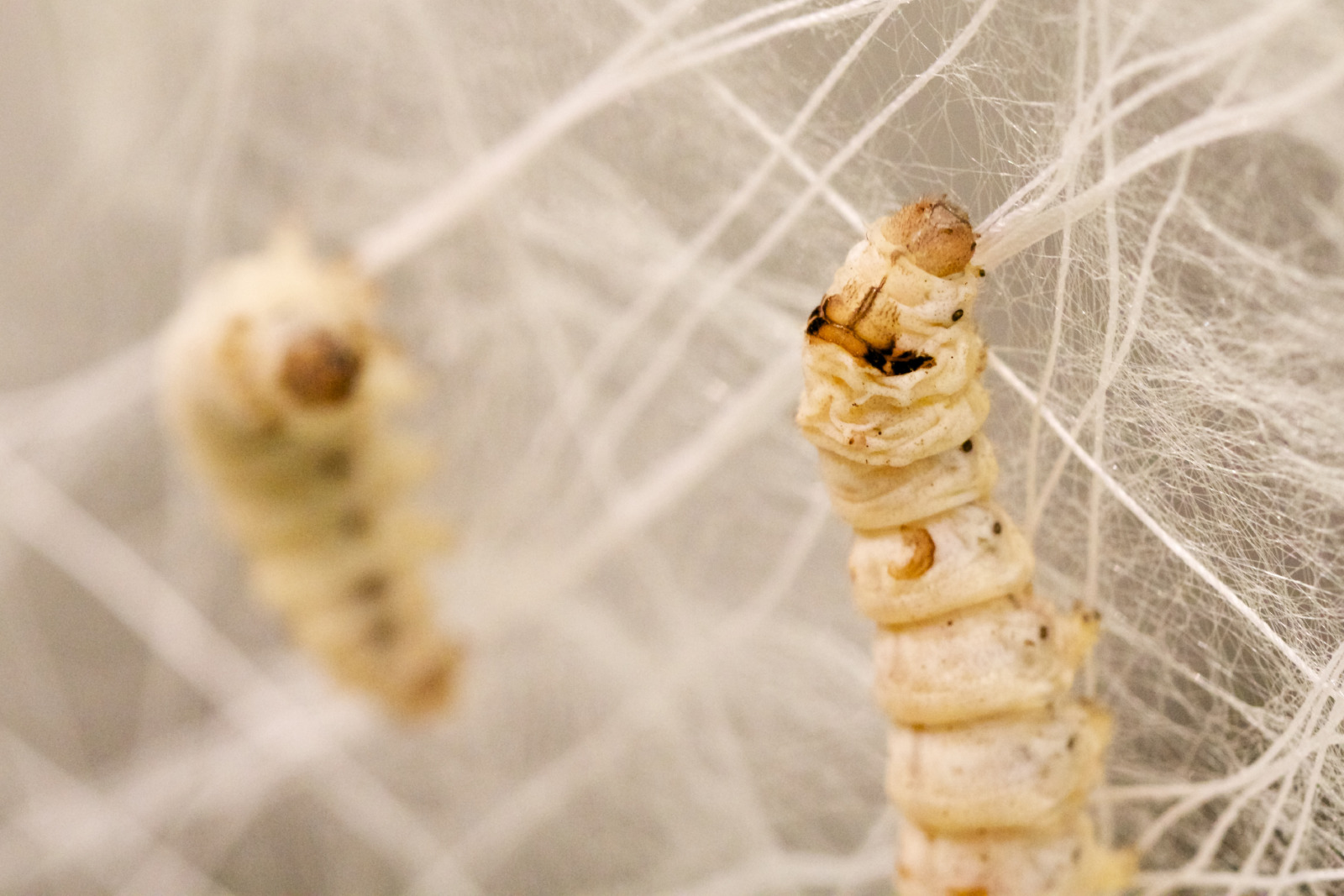
シルク（絹）の繊維

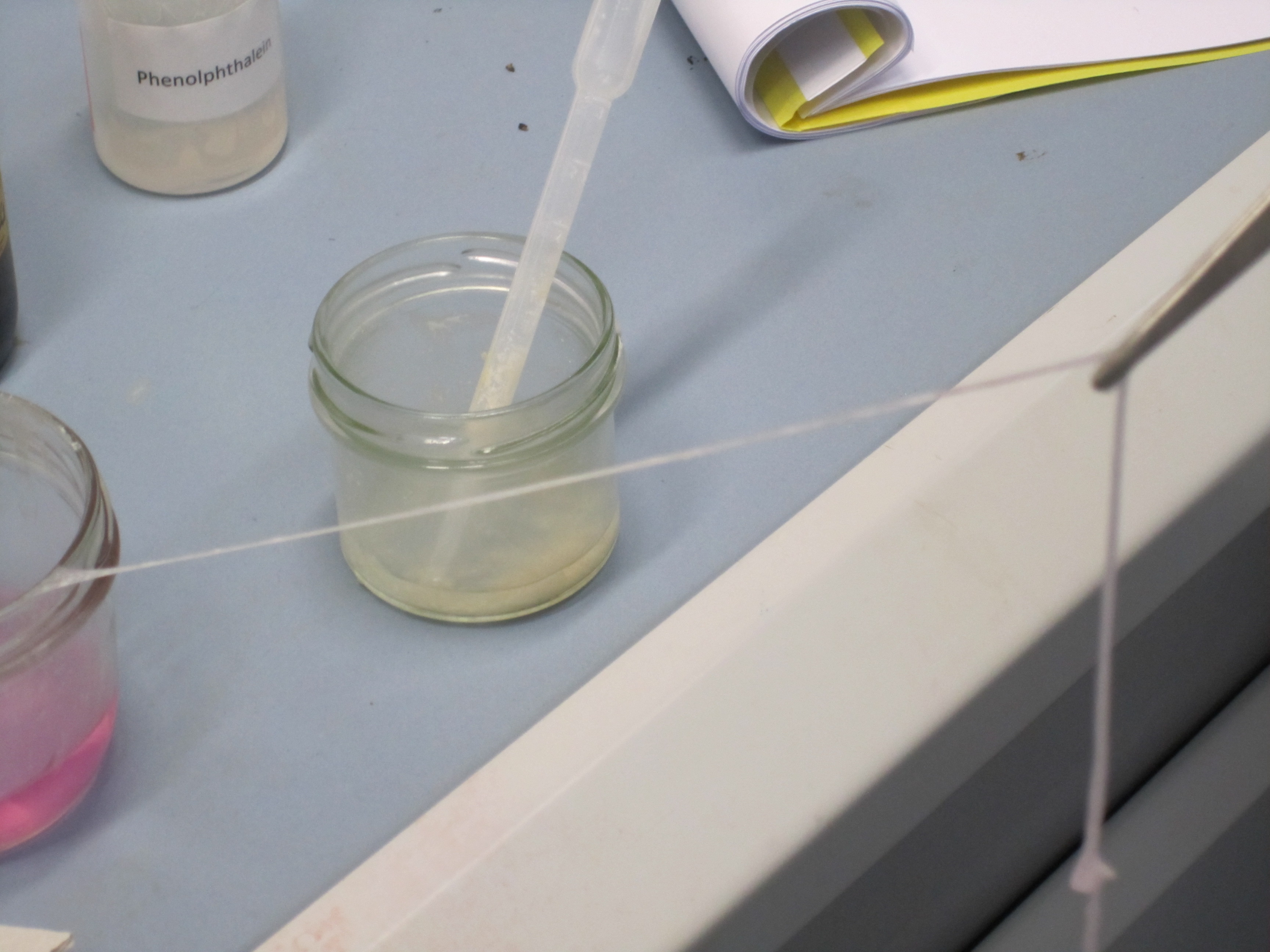
ナイロン繊維。（実験室での制作）

繊維（せんい、英: fibre）は、細く、しなやかな素材。細くて長い物質。

## 概説
動物の毛や皮、植物、カイコの繭など天然素材から得た天然繊維を使用してきた歴史が長いが、19世紀末ころから人工的な繊維が作られるようになり、20世紀以降は大量生産体制が整い、主流となった。

### 繊度
繊度（fineness）とは、繊維（や糸の）太さ（や細さ）を表す用語、概念。長さと重量との比であり、恒重式番手法・恒長式番手法で表される（糸#糸の太さも参照）。繊維の断面は完全な円形ではないので、直径や断面積では表せないとされている。

### 構造
天然繊維は、複雑な構造を持っているものが多い。
一方、人造繊維は、特定物質を強く引き延ばしたり、高圧をかけて微小な穴から射出したりして作り、大抵は天然繊維ほどは複雑ではない。

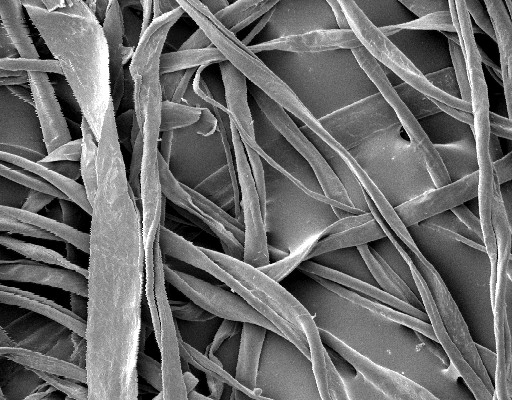
コットン（木綿）の繊維の電子顕微鏡写真
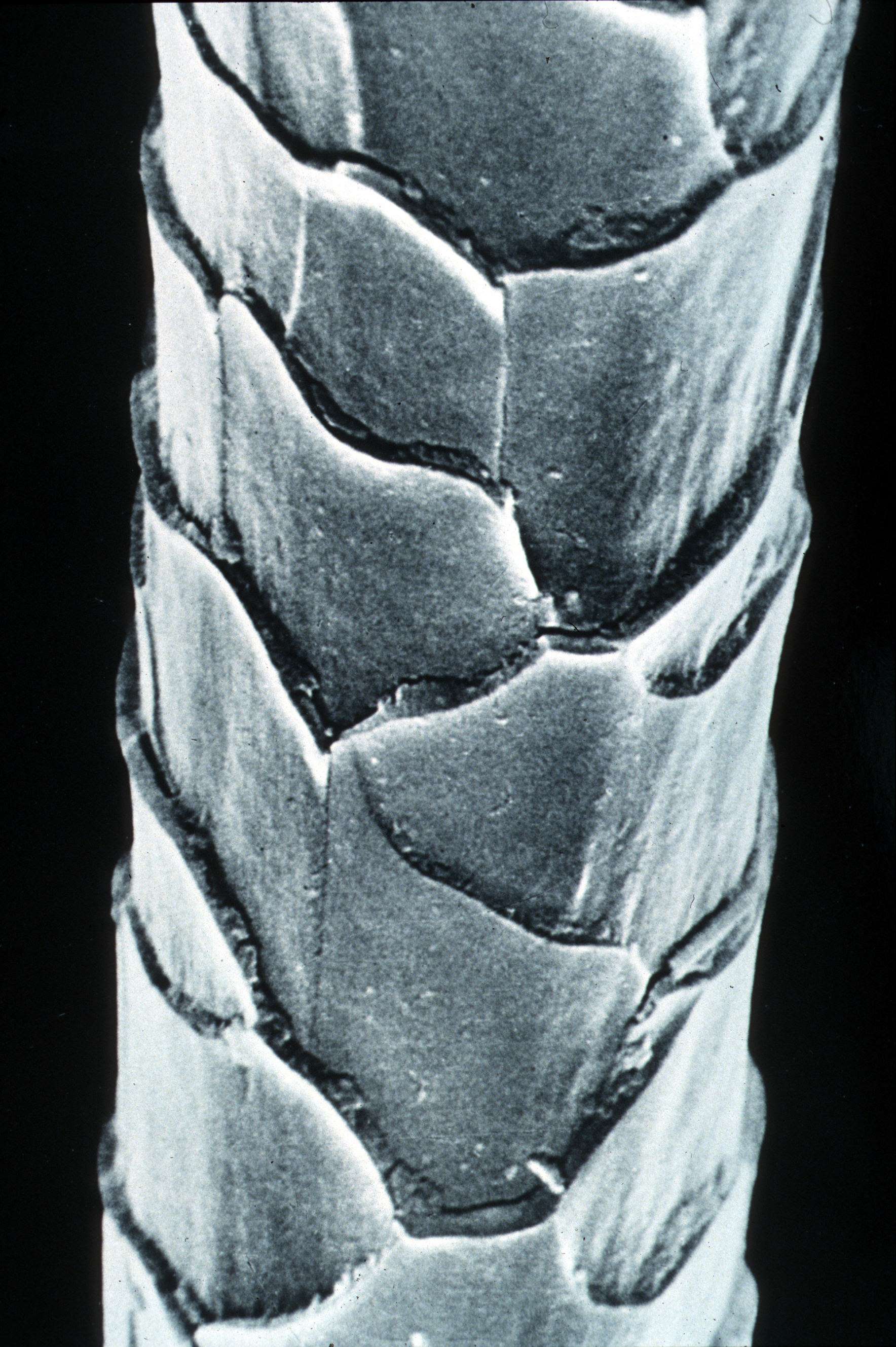
メリノウールの繊維の電子顕微鏡写真
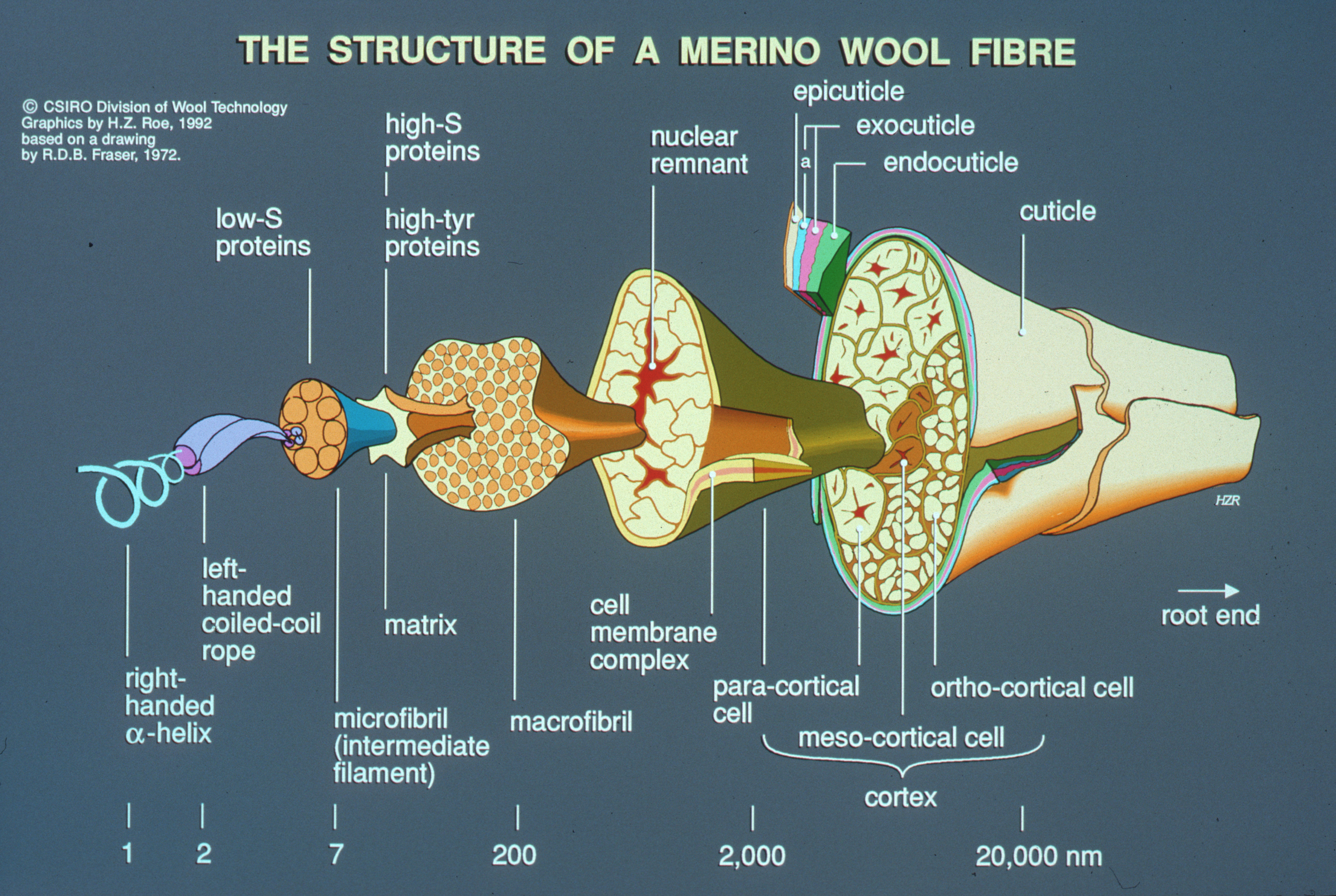
メリノウールの繊維の構造
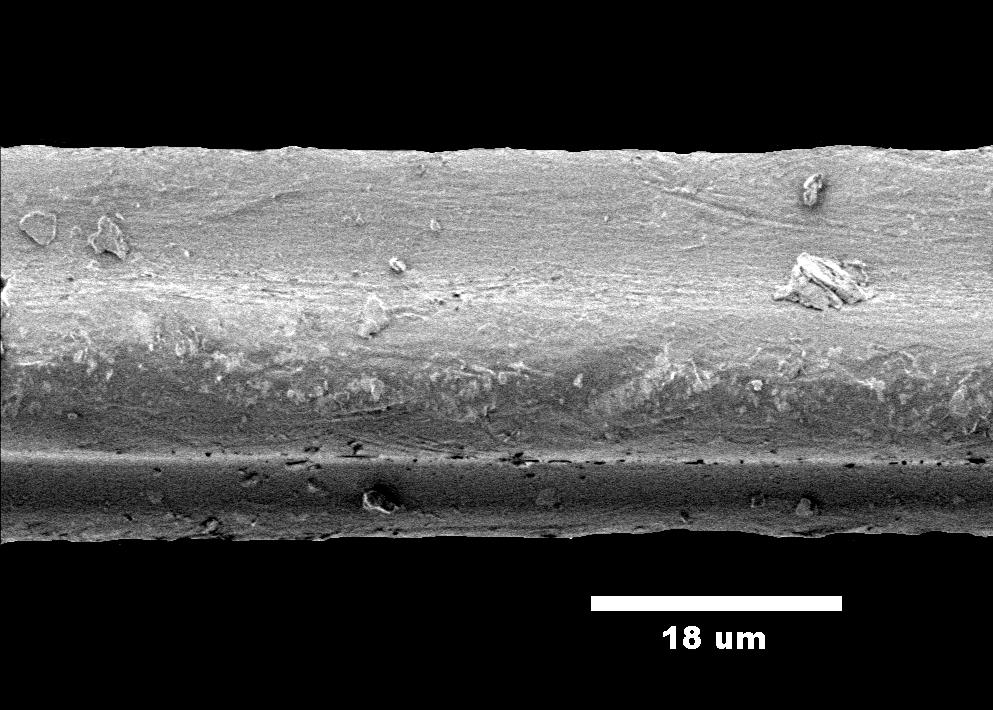
ナイロンの電子顕微鏡写真

## 歴史
歴史学者は、古代メソポタミア人が羊の毛を刈って服を作ることを発見した、と考えている。最初、ウールをフェルトの形で使い。その後、毛織物として使うようになった。
古代は、遊牧民は獣毛を原料にフェルトを作ったり、毛織物を着用していた。一方、農耕民は麻の繊維を織った布を着用した。
古代エジプトでは羊（やヤギ）を家畜としてウールを、また亜麻を栽培してその繊維を亜麻の繊維も得て、亜麻布と毛織物の両方が使われていたが、亜麻布が"清浄"と見なされたのに対し、毛織物は"不浄"と見なされ、富裕な人などが着用したものの、神殿（en）では着用できなかった。
シルク（絹）の使用は、新石器時代、今から8500年以上前の中国ですでに使われていた、との証拠が見つかっている。
人造繊維の始まり
1883年、イギリスでジョゼフ・スワン（Joseph Swan、 1828年-1914年）がニトロセルロースから繊維を試作し「artificial silk」（人造絹糸）と名づけた。
1884年、フランスのイレール・ドゥ・シャルドネ（Hilaire de Chardonnet、1839年-1924年）がやはり硝酸セルロース（ニトロセルロース）からレーヨンを製造し、1889年のパリ万国博覧会に「シャルドネの絹」として出品された。こちらもフランスで人造絹糸（soie artificielle）と呼ばれた。

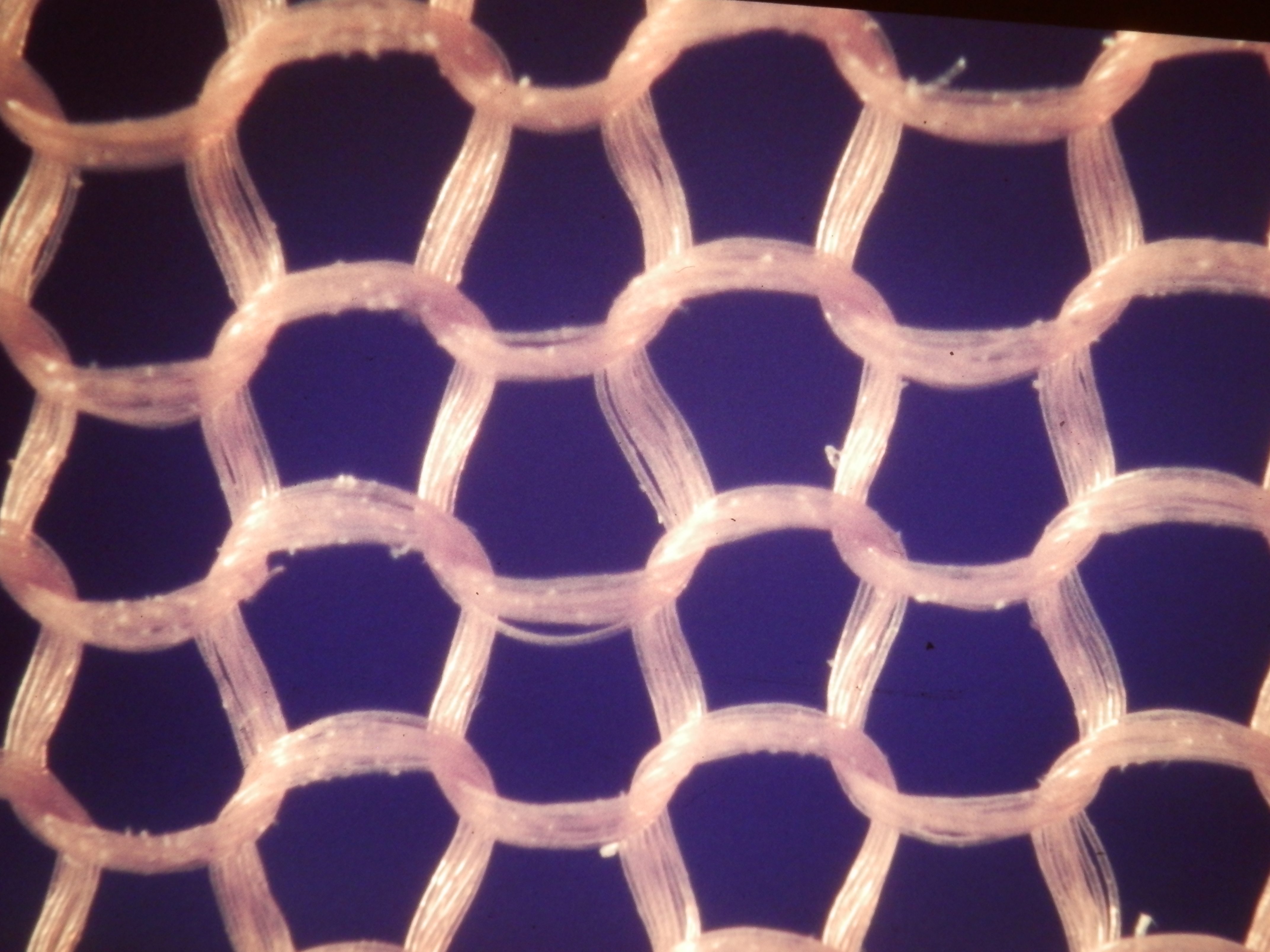
ナイロンストッキングの編まれた目の拡大写真

1936年にアメリカのデュポン社のウォーレス・カロザースがナイロンの合成に成功し、1939年にデュポン社がナイロン繊維の工業生産（大量生産）を開始した。この繊維は石炭・水・空気から作ることができ、当初は歯ブラシのいわゆる「毛」の部分に使い商品化していたが、1940年5月15日に全米でナイロンストッキングを発売、発売1年で6400万着も売れた。だが、第二次世界大戦が始まっており、各国政府は次第に軍需を優先するようになり、ナイロンはパラシュートの傘やコードの部分に使われるようになっていった。

## 分類
繊維は天然の植物・動物・鉱物から採取される天然繊維 (natural fibers) と人造の人造繊維 (man-made fibers) に分けられる。
なお天然繊維と人造繊維の分類は、繊維の一般的な分類の方法であるが、天然繊維の綿を樹脂で架橋結合したものや、複合繊維のように、単純に2分類できないものもある。
紡織繊維
繊維のうち紡績などの加工に耐えうる強靭さを有する繊維は紡織繊維という。

### 天然繊維
天然繊維は繊維の形状が自然に作られたもので、伝統的に植物繊維・動物繊維・鉱物繊維（石綿の類）に分類されている。
植物繊維は、「セルロース（系）繊維」と呼ばれることがあり、植物の種類でさらに細分類される。コットン（木綿）、リネン（亜麻）、ヘンプ（麻）、ラミー（苧麻）等々である。植物繊維は植物の茎・葉・種子から採取される
動物繊維は、「タンパク繊維」と呼ばれることがある。動物繊維は主に獣毛、シルク（絹）に分類でき（さらにクモの糸も挙げる場合があり）、獣毛は毛の質によりウールとヘアーに分類することもできる。ウールを動物の種類で細分類することも一般的である。代表的なのは羊毛であるが、他にもアンゴラヤギ（アンゴラ）、カシミヤヤギ（カシミヤ）、ふたこぶラクダ（キャメル）、アルパカ（アルパカ）、ウサギ（アンゴラ）などと分類されている羊毛は、羊の種でさらに細かく分類されている（詳細は別記事ウールで解説）。

### 人造繊維

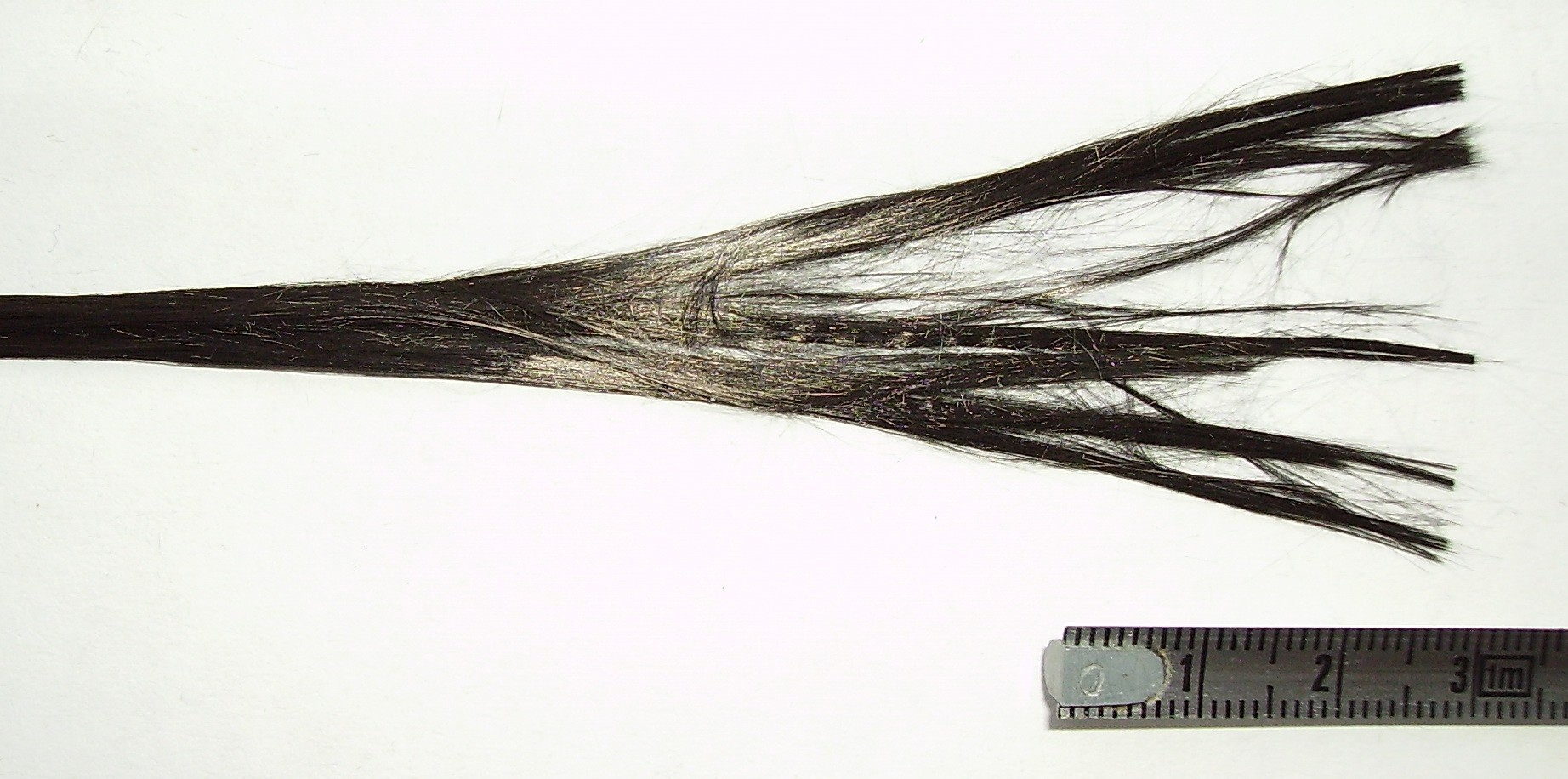
炭素繊維

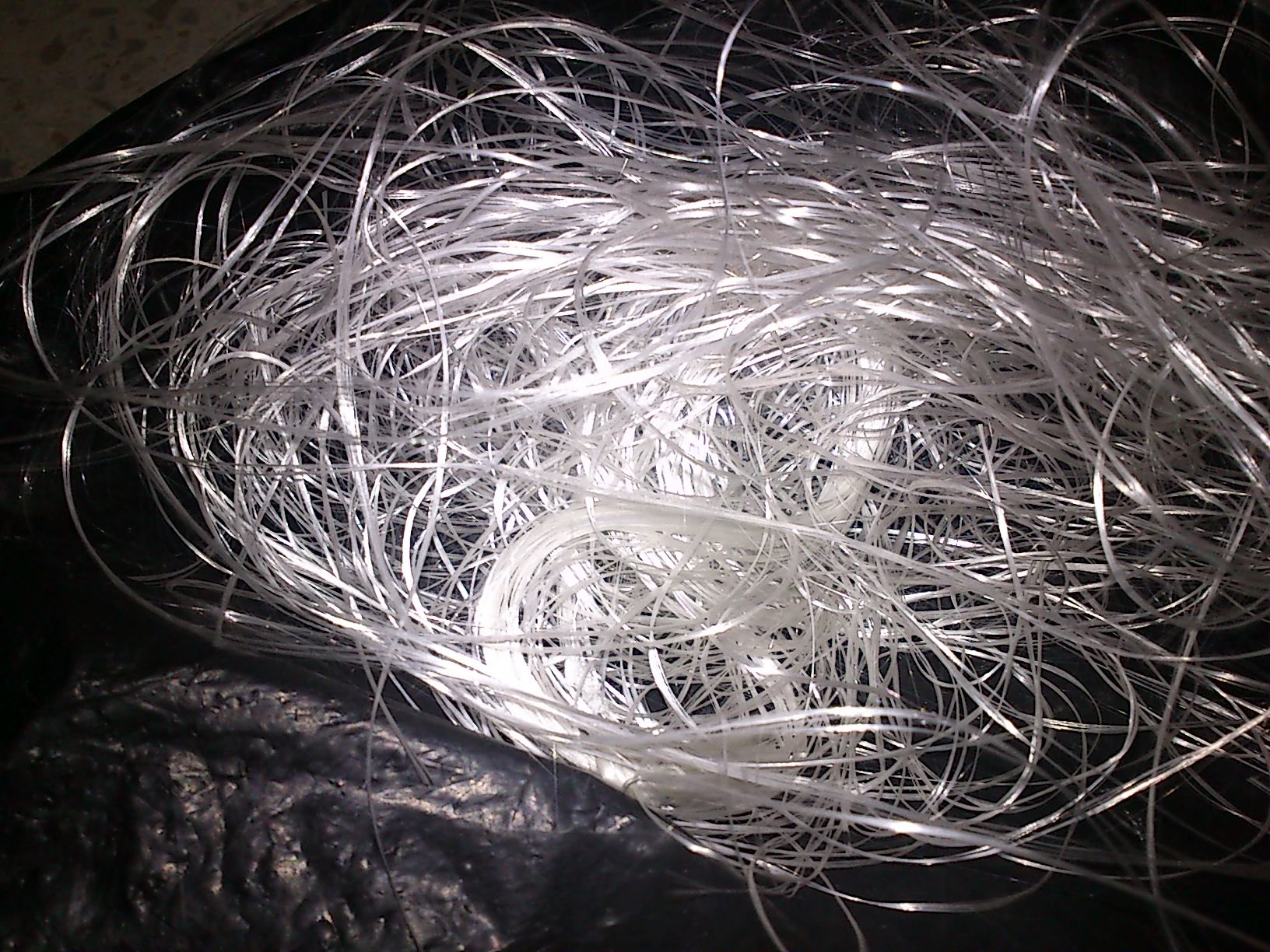
ガラス繊維

人造繊維（日本では「化学繊維」と呼ぶこともある ）は繊維の形状が人工的に作られたもので有機質繊維と無機質繊維に分けられる。
- 有機質繊維[11]
  - 合成繊維（ポリエステル、アクリル、ナイロン、ビニロン、ケブラーなど）。
  - 半合成繊維
  - 再生繊維 - レーヨン、リヨセル、キュプラ、ポリノジック、ポリエステル繊維など。

近年では有機質繊維の中でも特にポリエステル繊維の生産量・消費量が多い。ポリエステル繊維は、強度に優れ、染色時の発色も良く、汗をすばやく蒸散させ、紡績方法の工夫で天然繊維のような風合いも出すことができるなど、優れた性質をいくつも備えており、原料から合成することも、リサイクルペットボトルから安価に製造することもできるので、衣料品・インテリア品などで多用されるようになった。
- 無機質繊維
  - 金属繊維
  - ガラス繊維
  - 炭素繊維
  - 岩石繊維（ロックファイバーなど）

### 短繊維と長繊維
繊維はまた短繊維と長繊維に分類される。
動物繊維は通常、長さが比較的短く、これはstaple fiber（短繊維）と呼ばれている。対して、シルク（絹）は連続的なフィラメント（長繊維）である。

## 繊維産業
繊維産業は、日本標準産業分類でいう化学繊維製造業、繊維工業（テキスタイル製造業）、衣服や身の回り品製造業（アパレル製造業）、の3つを基本に、そこに繊維品の卸売業や小売業を加え、さらにそれを扱う総合商社や「百貨店の繊維部門」を加えたもの、として定義されている。

### 主な繊維メーカー
- 東レ
- 帝人
- 東洋紡
- クラレ
- 三菱レイヨン
- 日清紡
- ユニチカ
- 東邦テナックス
- シキボウ
- ダイワボウ（大和紡績）
- グンゼ
- 富士紡績
- オーミケンシ
- クラボウ（倉敷紡績）
- 日東紡
- 旭化成
- セーレン

かつての繊維メーカー
- クラシエホールディングス（旧カネボウ。2005年限りで繊維から撤退）
- 上毛撚糸（現・価値開発。現在は不動産業が主力）

### 団体
- 日本繊維産業連盟
- 日本紡績協会
- 日本羊毛紡績会
- 日本化学繊維協会
- 日本染色協会
- 日本綿スフ織物工業連合会
- 日本繊維輸出機構
- 日本アパレル産業協会
- 日本繊維製品消費科学会

### メディア
- 繊維ニュース
- 繊研新聞
- 日本繊維新聞
- センイ・ジヤァナル